# Heroínas Toledo (distrito)
Heroínas Toledo é um distrito da província de Concepción, localizado do Departamento de Junín, Peru.

## Transporte
O distrito de Heroínas Toledo não é servido pelo sistema de estradas terrestres do Peru.